# エドワード・キング (古物収集家)
キングズボロー子爵エドワード・キング（Edward King, Viscount Kingsborough、1795年11月16日 - 1837年2月27日）は、アイルランドの古物収集家。メソアメリカの絵文書の忠実な複製を出版した。アイルランド貴族キングストン伯爵キング家の嫡男でキングズボロー子爵の儀礼称号を使用した。著者名として使用したキングズボロー卿(Lord Kingsborough)の名で知られる。

## 生涯
キング家はアイルランド貴族で、同名の曾祖父（エドワード・キング (初代キングストン伯爵)）のときにキングストン伯爵に叙せられた。エドワードは第3代キングストン伯爵であるジョージ(1771-1839)の長男であり、1799年に父が伯爵の位を継承すると、儀礼称号としてエドワードはキングズボロー子爵を授けられたが、父より早く死んだために伯爵の位は弟のロバート・ヘンリーが継承した。
1814年にオックスフォード大学エクセター・カレッジに入学したが、卒業はしていない。在学中、蔵書家・収集家として知られるトーマス・フィリップと知りあい、生涯にわたって友人関係が続いた。
1818年と1820年に庶民院のコーク郡代表議員に選ばれたが、政治にはあまり関心を持たず、1826年には議員を辞している。
1821年のメキシコ独立革命以降、先コロンブス期に関する書物がロンドンに現れるようになり、またヨーロッパ人がメソアメリカの遺跡を探検することが容易になった。キングはヨーロッパ各地にあるメソアメリカの書物を探した。自分でアメリカを訪れることはなかったが、ジャン＝フレデリック・ワルデックによる探検に出資した。
1831年に『メキシコの古物』(Antiquities of Mexico)を出版した（早期の版が1829年に出版されているが、リトグラフを作成したアゴスティーノ・アリオとの間で著作権の争いがあったらしい）。この書物は9巻からなるが、1831年に7巻までが出版され、8・9巻は没後の1848年に出版された。パリ・ベルリン・ドレスデン・ウィーン・バチカン・ローマ・ボローニャ・オックスフォードに所蔵する16種類のメソアメリカの絵文書の忠実な複製を含む。その多くは初めて出版されるものであり、また後に劣化してしまった絵文書も含まれるために現在でも重要だが、かなりの稀覯書だった。
キングは、メキシコの先住民がイスラエルの失われた10支族の子孫であると固く信じていた。
1837年、ダブリンの債務者監獄に入れられ、数日後に監獄内でチフスに感染して死んだ。41歳だった。債務はおそらくキング本人ではなく父親のジョージのもので、ジョージが1833年に発狂して取り立てが難しくなったために、かわりに保証人であった息子に罪が及んだという。しかし当時のアイルランドで貴族がいきなり収監されるとは考えにくく、疑問も指摘されている。